# Altes Rathaus (Mainburg)

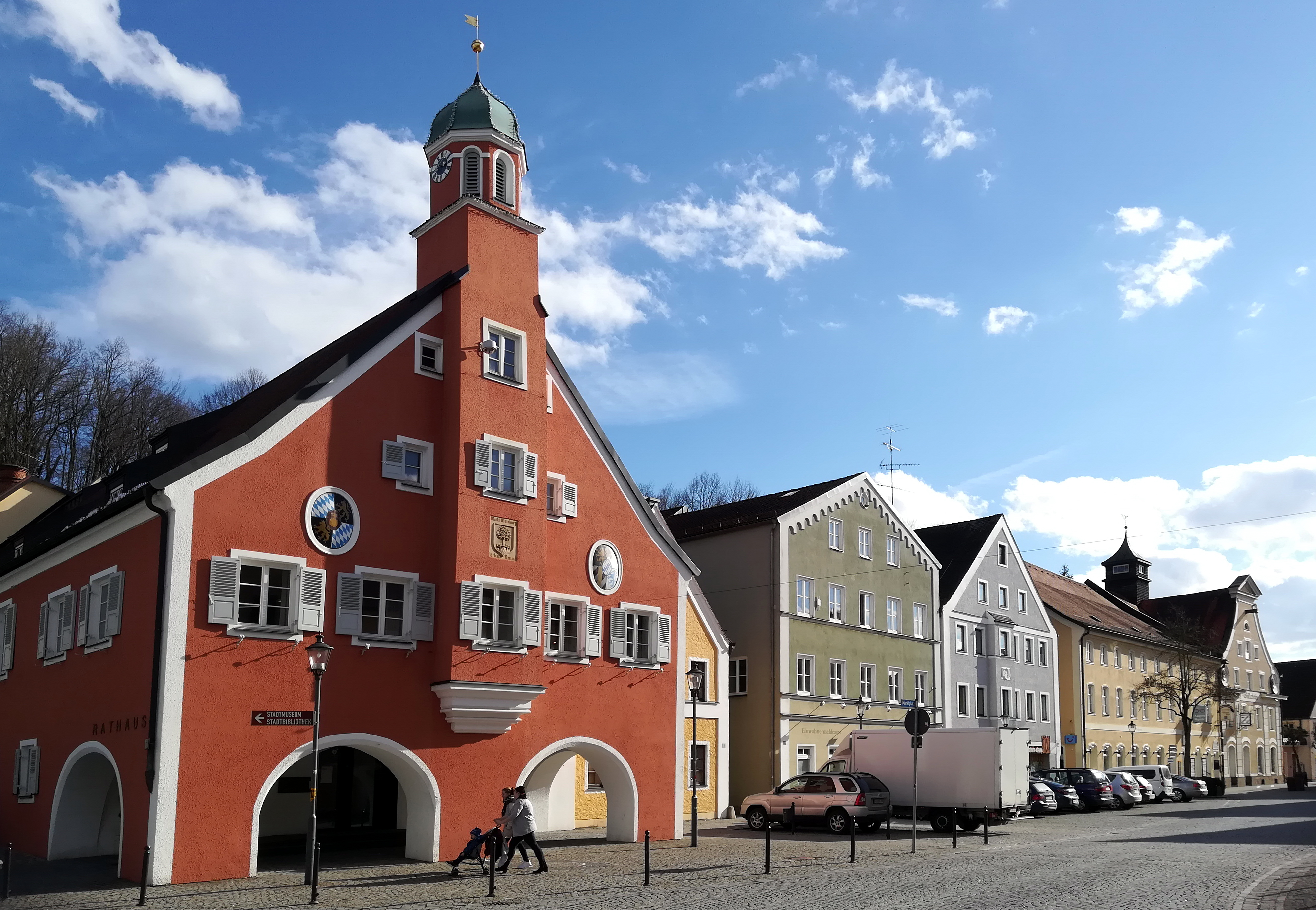
Altes Rathaus in Mainburg und Marktplatz

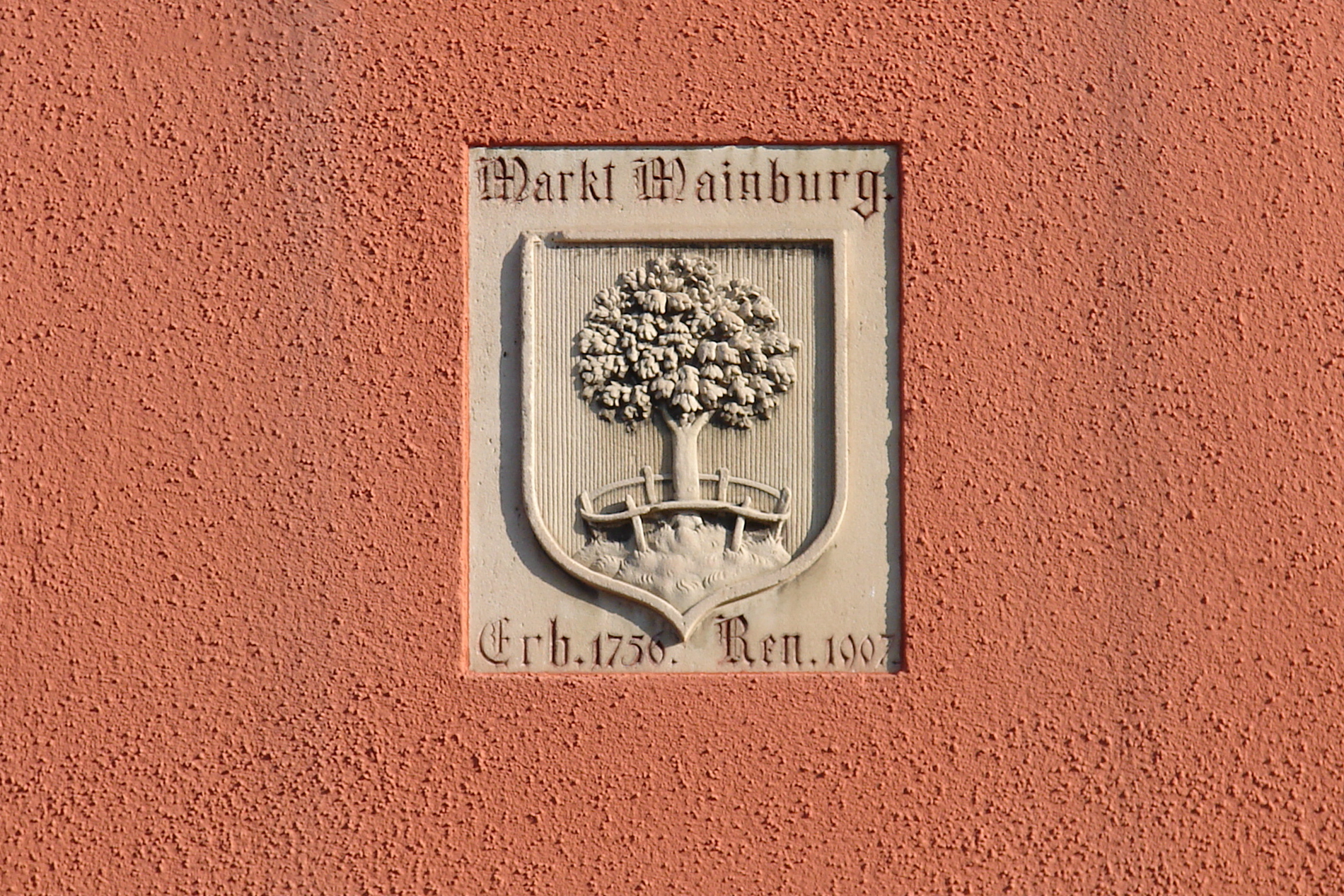
Wappen der Stadt

Das Alte Rathaus in Mainburg, einer Stadt im niederbayerischen Landkreis Kelheim, wurde nach 1756 errichtet und nach einem Brand im Jahr 1863 erneuert. Das Rathaus am Marktplatz 1 ist ein geschütztes Baudenkmal. 
Der zweigeschossige Giebelbau mit Laubengang im Erdgeschoss hat einen dreigeschossigen Erkerturm in der Mittelachse, der von einer Haube mit Dachknauf und Wetterfahne bekrönt wird. 